# Airvault
Airvault ist eine französische Gemeinde mit 3.295 Einwohnern (Stand 1. Januar 2022) im Département Deux-Sèvres in der Region Nouvelle-Aquitaine. Sie gehört zum Arrondissement Parthenay und zum Kanton Le Val de Thouet.
Sie entstand als namensgleiche Commune nouvelle mit Wirkung vom 1. Januar 2019 durch die Zusammenlegung der bisherigen Gemeinden Airvault und Tessonnière, die in der neuen Gemeinde den Status einer Commune déléguée haben. Gleichzeitig wurde auch den früheren Gemeinden Borcq-sur-Airvault und Soulièvres, die bereits seit 1973 mit Airvault als Communes associées verbunden sind, ebenfalls der Status als Commune déléguée zuerkannt. Der Verwaltungssitz befindet sich im Ort Airvault.

## Gliederung
| Ortsteil                     | ehemaliger INSEE-Code | Fläche (km²) | Einwohnerzahl zum 1. Januar 2022 |
| ---------------------------- | --------------------- | ------------ | -------------------------------- |
| Airvault (Verwaltungssitz)00 | 79005                 | 49,28        | 2191                             |
| Borcq-sur-Airvault           | 79041                 | 49,28        | 0271                             |
| Soulièvres                   | 79317                 | 49,28        | 0519                             |
| Tessonnière                  | 79325                 | 14,60        | 0308                             |

## Lage
Die Gemeinde liegt rund 45 Kilometer (Luftlinie) nordwestlich von Poitiers. Das Gemeindegebiet wird vom Fluss Thouet durchquert. Nachbargemeinden sind:
Saint-Généroux, Availles-Thouarsais und Irais im Norden, Plaine-et-Vallées im Nordosten, Marnes im Osten, Moncontour (Enklave) und Assais-les-Jumeaux im Südosten, Saint-Loup-Lamairé im Süden, Louin und Maisontiers im Südwesten, Boussais im Westen sowie Glénay und Saint-Varent im Nordwesten.